# Гнефен
Гнефен (нім. Gneven) — громада в Німеччині, розташована в землі Мекленбург-Передня Померанія. Входить до складу району Людвігслуст-Пархім. Складова частина об'єднання громад Кріфіц.
Площа — 10,28 км2. Населення становить 376 ос. (станом на 31 грудня 2020).